# End of the Century: The Story of the Ramones
End of the Century: The Story of the Ramones es un documental sobre la influyente banda de punk rock de Nueva York (EE. UU.), The Ramones. La película fue producida y dirigida por Jim Fields y Michael Gramaglia, quienes documentaron la historia de la banda desde su formación a principios de los años 1970 y los posteriores 22 años (incluyendo sus giras), hasta su separación en 1996 y la muerte de tres de los cuatro miembros originales. El título está sacado del álbum de la banda End of the Century.

## Resumen
La película cuenta la historia de los Ramones desde sus inicios en Forest Hills, Queens y de sus primeras actuaciones en el CBGB de Nueva York, hasta la inesperada entrada de la banda en el Salón de la Fama del Rock en 2002. Cuenta con amplias y sinceras entrevistas a los miembros Dee Dee Ramone, Johnny Ramone, Joey Ramone, Marky Ramone, C.J. Ramone, Tommy Ramone, Richie Ramone y Elvis Ramone. También se entrevistó a las personas cercanas a la banda, entre ellas a la madre y al hermano de Joey, a los músicos contemporáneos a la banda como Debbie Harry y Joe Strummer, y a los amigos de la infancia de algunos de los miembros. Los cineastas primero trataron de hacer una película en 1994 para documentar el último año de carrera de la banda, pero se encontraron con dificultades para manejar a la banda. Fields y Gramaglia activan la producción con éxito en 1998 después de que la banda se había retirado oficialmente.
El primer corte de End of the Century se estrenó en el Festival de cine Slamdance en 2003, aunque su tiempo de ejecución fue acortado por casi una hora. La versión final y completa de la película no apareció hasta febrero de 2004 la cual se estrenó en el Festival Internacional de Cine de Berlín más tarde se estrenó en los cines de los EE. UU. en agosto de 2004.
En las escenas que hablan sobre América del Sur y del público de Brasil, en las escenas en las que aparece la multitud y la presentación de televisión fueron en Buenos Aires, Argentina. En la escena de la multitud, los chicos persiguen el auto que lleva a los Ramones por la calle Carlos Pellegrini, a solo 100 metros al norte del histórico Obelisco de Buenos Aires. El presentador argentino es Mario Pergolini. 
Un espectador observador notó que durante los minuto 1:06:20 a 1:06:31 los dos músicos sesionistas de Phil Spector leen un guion (ver el tipo de la derecha).